# Crash and Burn
"Crash And Burn" é o título do segundo single tirado do álbum Affirmation da banda australiana Savage Garden.
Na Austrália, a canção foi o terceiro single do álbum, sendo antecedida pelo single "Affirmation", ambos lançados em meados do ano 2000.

## CD Single
Reino Unido CD1
1. "Crash and Burn" (Radio Version) - 3:50
2. "Two Beds and a Coffee Machine" - 3:26
3. "Gunning Down Romance" (Drum and Bass Mix) - 6:05

Reino Unido CD2
1. "Crash and Burn" – 4:41
2. "I Don't Care" (Vocal & Drum Mix) – 4:10
3. "Crash and Burn" (Instrumental) – 4:42

Austrália
1. "Crash and Burn" – 4:41
2. "I Knew I Loved You" (12" Mini Me Mix) – 8:25
3. "I Knew I Loved You" (Club Mix) – 6:03

Europa
1. "Crash and Burn" – 4:41
2. "I Don't Care" (Vocal & Drum Mix) – 4:10

Europa Maxi-CD
1. "Crash and Burn" – 4:41
2. "I Knew I Loved You" (Eddie's Savage Dance Mix) – 5:58
3. "Gunning Down Romance" (Drum and Bass Mix) – 6:05
4. "I Knew I Loved You" (Eddie's Rhythm Radio Mix) – 4:24

## Paradas
O single foi um dos maiores êxitos da banda, ficando no Top 20 em diversas paradas ao redor do mundo.
| Charts (2000)                                 | Peak Position |
| --------------------------------------------- | ------------- |
| Austrália (ARIA)                              | 16            |
| Bélgica (Ultratip Bubbling Under de Flandres) | 15            |
| Canada Top Singles (RPM)                      | 12            |
| UK Singles (The Official Charts Company)      | 14            |
| Billboard Adult Top 40                        | 13            |
| Billboard Hot Adult Contemporary Tracks       | 10            |
| Billboard Hot 100                             | 24            |
| Billboard Top 40 Mainstream                   | 14            |

## Ligações Externas
- Crash and Burn (single) - Rádio UOL